# Иларио Дорија
Иларијо Дориа (грч. 'Ιλαρíων Tóρια, транслит. , умро 1424. године), је био византијски дворски службеник, дипломата и преводилац ђеновљанског порекла. Иларијо Дорија је постао утицајан у време владавине цара Манојла II Палеолога (1391–1425) женидбом са царевом полусестром Забијом Палеолог и постављен је за месазона, једну од највиших функција у царској администрацији. Иларио Дорија је имао истакнуту каријеру као византијски дипломата у западној Европи; радио је са папом Бонифацијем IX на (неуспешним) плановима за организовање крсташког рата и посетио је краља Ричарда II Енглеског, који му је можда доделио витешку титулу. Доријина каријера се завршила 1423. године, када је ухваћен у завери са Манојловим сином деспотом Димитријем II Палеологом; Иларио Дорија, деспот Димитрије II и њихови сарадници убрзо су побегли у Мађарску, где је Иларион Дорија убрзо умро.

## Младост
Иларио Дорија је био пореклом из Ђенове, члан племићке породице Дорија. Његова мајка је била Изабела Салваиго. Већи део свог раног живота живео је у ђеновској колонији Кафа на Криму. Дорија је први пут отпутовао у Византијско царство 1386. године, као део дипломатске мисије да затражи помоћ против Златне Хорде.
Прешао је из католицизма у православље у априлу 1392. године, вероватно у вези са браком са принцезом Зампијом Палеолог, ванбрачном ћерком цара Јована V Палеолога (1341–1391). Браком са Зампијом, Иларион Дорија постао је зет актуелног цара Манојла II Палеолога (1391–1425). Дорија се брзо уздигао у византијском друштву и стекао дворску титулу месазона под царем Манојлом II, једним од највиших положаја у царској администрацији. У касним 1390-им и раним 1400-им, Иларион Дорија је служила као месазон заједно са Димитријем Палеологом Гуделешом.

## Каријера

### Византијски дипломата
После победе Османлија над крсташким снагама у бици код Никопоља 25. септембра 1396. године, папа Бонифације IX је интензивирао покушаје да прикупи западну помоћ за Византијско царство. Послао је свог прелата Паола де Биленсија, титуларног епископа халкидонског, да проповеда позив на крсташки рат широм Европе.  цар Манојло II је послао Иларија Дорија на запад 1397. године, да помогне у овим напорима и објасни претње са којима се царство суочава. Иларијо Дорија је прво стигао у Фиренцу, где је имао мало успеха пошто цар Манојло II није пристао да Фиренци да било какве трговачке привилегије. Иларион Дорија је затим отпутовао у Рим да преговара са папом Бонифацијем IX. Он је обезбедио нека средства која је папство прикупило за помоћ Константинопољу, али покушај организовања крсташког похода је пропао након што су се Бонифацијеве и Паолове везе погоршале. Папство је тада ангажовало Илариа Дорија да оде у Ђенову и прикупи новац који се дугује цркви.
Иларијо Дорија је остао у западној Европи до средине 1403. године, углавном је боравио у Италији и учествовао у разним дипломатским мисијама као византијски представник. Његова жена Зампија је за то време остала у Цариграду. У зиму 1398. године, Иларион Дорија је присуствовао божићним прославама које је у Личфилду приредио краљ Ричард II Енглески, заједно са другим страним представницима и енглеским племством. Краљ Ричард II је прогласио витезом једног од присутних византијских посланика, вероватно Илариона Дорија. Иларион Дорија је напустио Енглеску у јануару 1399. године и касније те године поново је био изасланик папе Бонифација IX. Током ове друге посете папи Бонифацију IX, Иларион Дорија је добио задатак од папе да буде део комисије која ће путовати по Италији и Енглеској како би прикупити новац за могући крсташки рат. Ова мисија је мало постигла; Иларион Дорија се посвађао са Паолом де Биленсијем и у једном тренутку је оптужен да је проневерио новац. У фебруару 1401. године, Иларион Дорија је превео на латински писмо које је цар Манојло II написао у Енглеској и упућено је свим хришћанима.
Цар Манојло II је примио делегацију краља Енрикеа III од Кастиље у Константинопољу 28. октобра 1403. године, и угостио их у царској палати. Када су шпански изасланици неколико дана касније затражили прилику да виде мошти по којима је Константинопољ био толико познат, цар Манојло II се радосно одазвао и именовао Илариона Дорија за свог водича. Иларион Дорија их је одвео у манастир Светог Јована Петра, у близини палате, где их је импресионирао мозаицима, архитектуром и руком светог Јована Крститеља. Међутим, посета није испунила очекивања јер је кутија у којој се налазила већина осталих моштију била закључана; цар Манојло II је отишао у лов и оставио кључ својој жени, царици Јелени Драгаш, која је заборавила да га пошаље у манастир. Иларион Дорија се вратио са посланицима неколико дана касније у другу посету, овога пута са кључем, и показао им преостале мошти.
Иларион Дорија је 30. октобра 1418. године, био сведок потписивања обновљеног споразума између Византије и Венеције.

### Завера и бекство у Угарску
Године 1421. или 1422. Зампија Палеологина Дорија, најстарија ћерка Илариона Дорија и Забије Палеолог, удала се за османског принца и претендента Кучук Мустафу. Овај брак, који је организовао византијски двор, можда је узнемирио и отуђио Иларинона Дорија. Забележено је да је 1423. године, био у завери са Димитријем Палеологом, озлоглашеним бунтовним млађим сином цара Манојла II. Природа завере је нејасна, али је била усмерена на цара Манојла II и његовог савладара и наследника цара Јована VIII Палеолога и откривена је у јулу. Након што је њихова завера разоткривена, Иларион Дорија, Димитрије и њихови сарадници склонили су се у Галату, где је Иларион Дорија имао ђеновљанске везе. После низа неуспешних преговора, цар Манојло II је прихватио неке захтеве које је поставио Димитрије и именовао Илариона Дорија за званичног члана Димитријеве пратње како би их умирио.
Упркос Манојловом покушају помирења, Димитрије је наводно намеравао да побегне на двор султана Мурата II, али је убрзо одлучио да уместо тога отпутује у Мађарску, у пратњи Илариона Дорије и Доријевог зета Ђорђа Изаула (вероватно иста особе као деспот Ђорђе де ' Буонделмонти). Иларион Дорија је пратио Димитрија као дипломата или као колега избеглица. Истакао се у служби угарског краља Жигмунда и добио диплому од краља у Вишеграду 18. јануара 1424. године. Иларион Дорија је умро у неком тренутку током свог боравка у Мађарској и можда је већ био мртав у време када је диплома додељена.

## Породица
Иларион Дорија је имао најмање троје деце, све ћерке. Најмање две његове ћерке су такође биле Замбијине ћерке.
- Манфредина Дорија, удала се за учењака Јована Хрисолорa и имала децу са њим.[9][17] Идентитет Манфрединине мајке је споран; на различите начине се сугерисало да је била ћерка Зампије[1][17] или да је била ванбрачна или из претходног брака.[9]
- Зампиа Палeологина Дориа (удала се 1421/1422. године), удала се за османског принца и претендента Кучук Мустафу 1421. или 1422. године.[4][9]Византинци су јој после венчања доделили престижну, али празну титулу „дама од Анадолије“ (уместо очекиване емирисе, „емирове жене“).[9][18]
- Друга ћерка (удала се 1421/1422. године), удала се за Ђорђа Изаула 1421. или 1422. године.[9]